# Diez mil millas a lo largo del río Amarillo
Diez mil millas a lo largo del río Amarillo (en chino::清 佚名 黃河 萬里 圖 圖) es una pintura china en rollo de un artista no identificado. La pintura es del período de la dinastía Qing y se cree que se creó entre 1690 y 1722. Ilustra el sistema del río Amarillo. Actualmente, el trabajo está en la colección del Museo Metropolitano de Arte de Nueva York, donde el dibujo fue comprado en el año 2006 con la ayuda de WM Keck Foundation, The Dillon Fund y otros donantes.
Fue realizada durante el reinado del emperador Kangxi (reinado: 1662-1722).
Confucio describió el agua como «girando alrededor de diez mil veces pero siempre yendo hacia el este, en China la simetría del este y el oeste se rompe por fuerzas tectónicas». Aquí presenta un impacto de la ciencia geográfica.

## Galería

Vistas de la pintura en rollo «Diez mil millas a lo largo del río Amarillo» exhibido en el Museo Metropolitano de Arte.
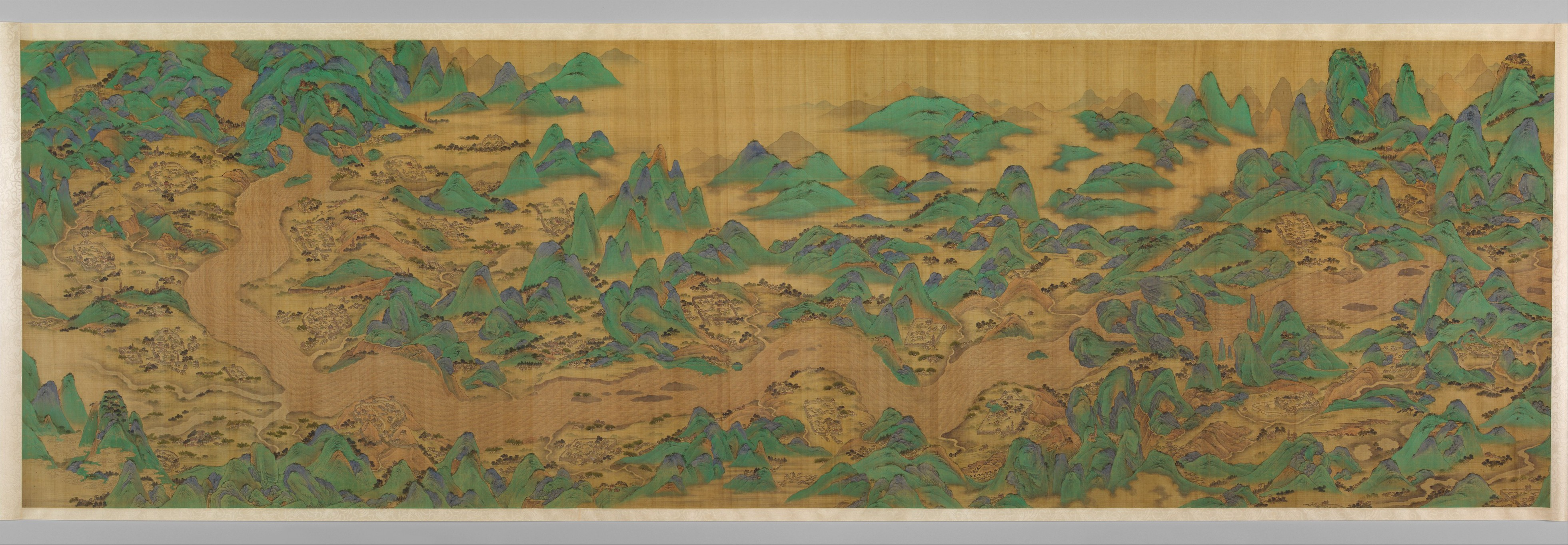
1
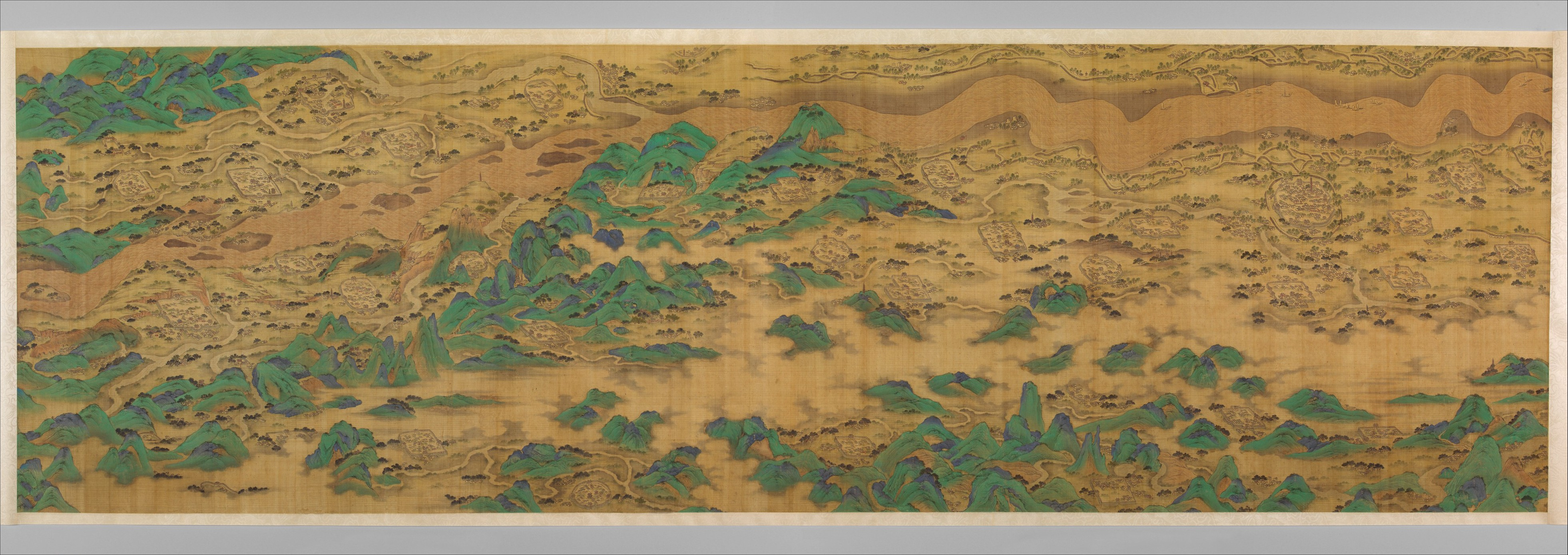
2
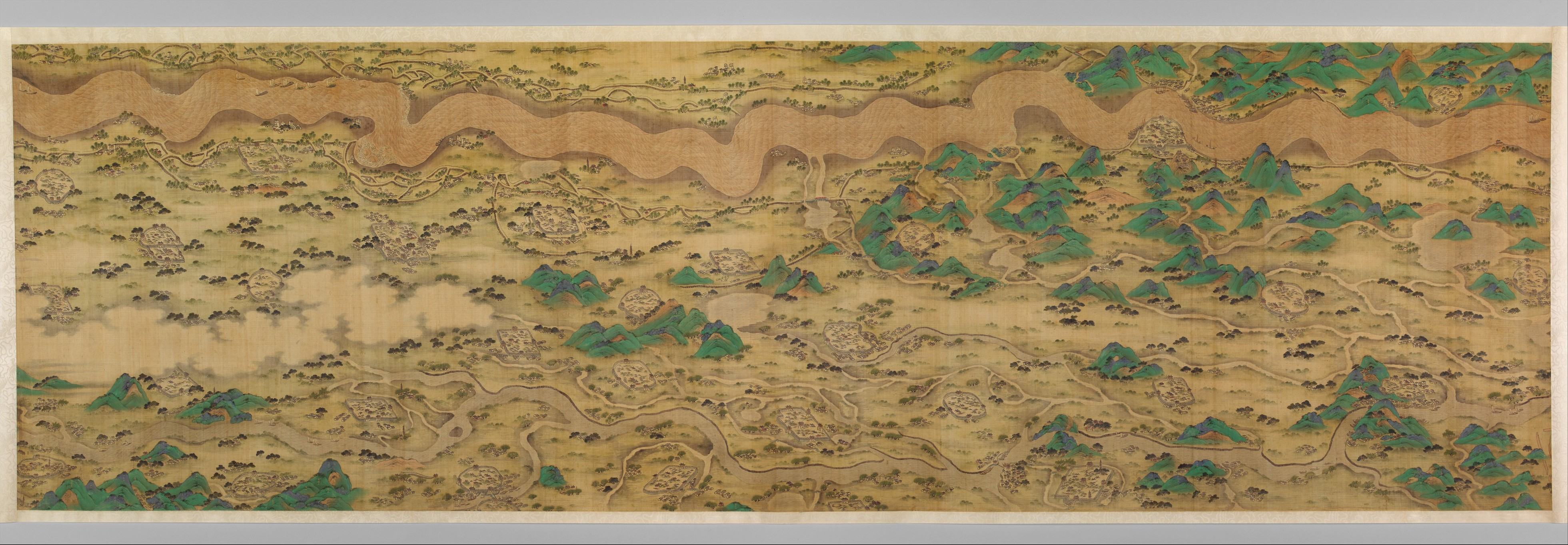
3
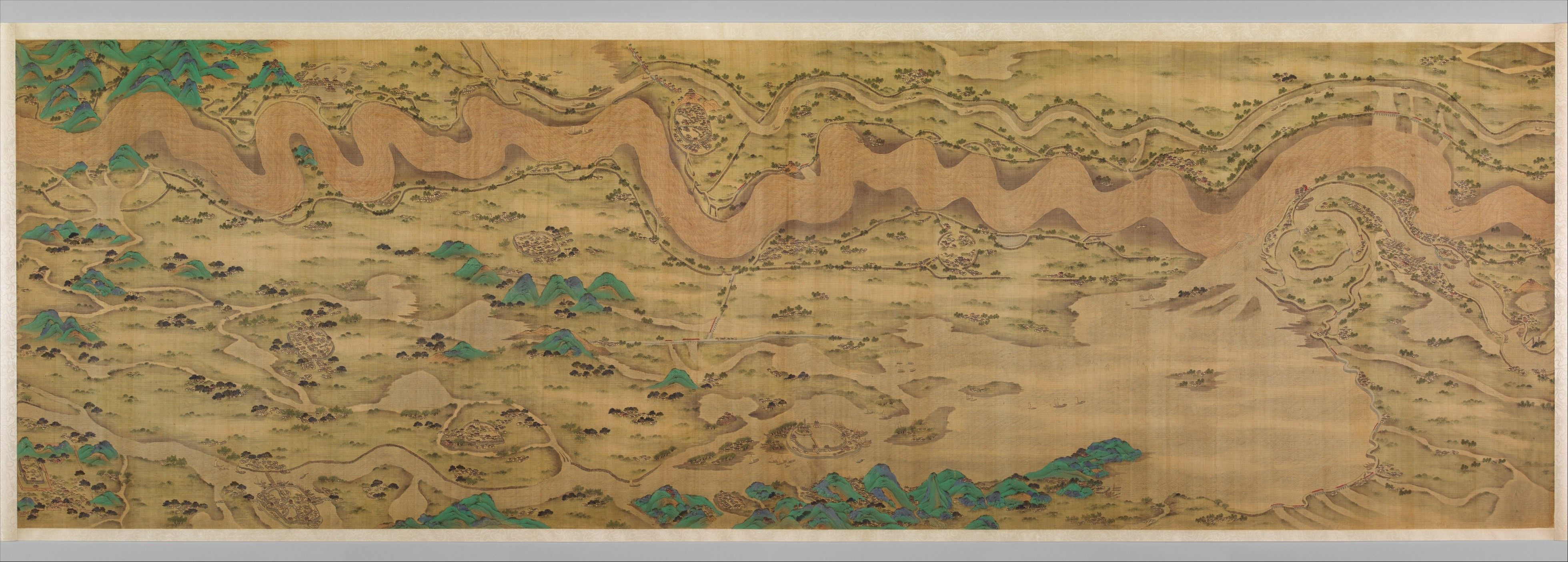
4
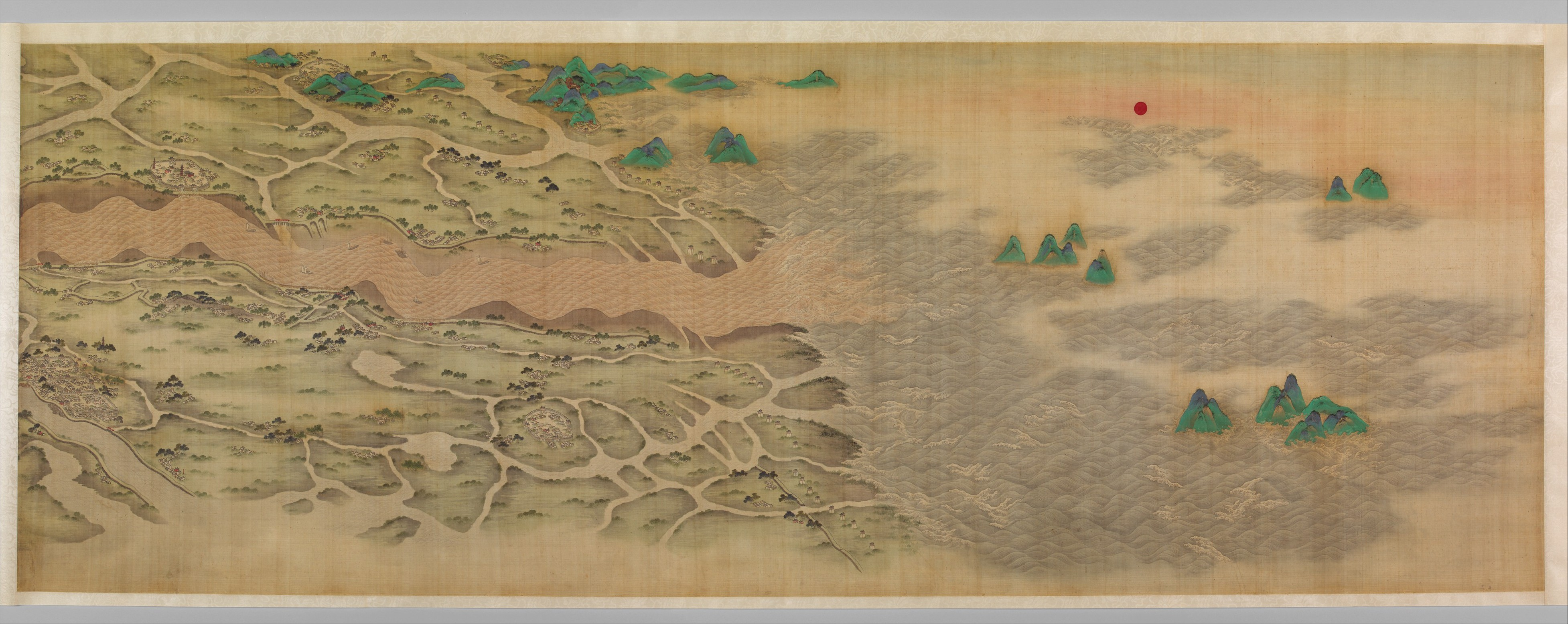
5